# Mullins-Anhänger

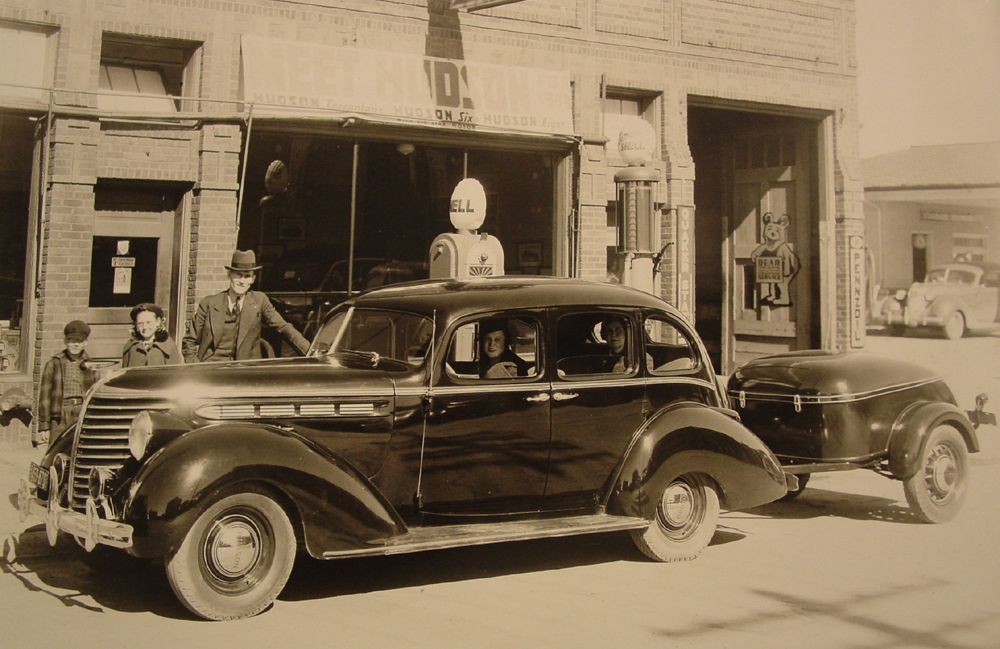
Hudson Terraplane mit Mullins-Anhänger, 1938

Der Mullins – Anhänger war der erste Autoanhänger mit einem Ganzstahlgehäuse. Der Hersteller, die Firma Mullins Metal Stamping Company in Salem (Ohio), baute  von 1936 bis 1937 etwa 2000 Stück.
Der Anhänger wurde vom Herstellerunternehmen entwickelt, um ein zusätzliches Produkt verkaufen zu können. Der Rahmen bestand aus U-förmigen  Profilstahlträgern, die am vorderen Ende zu weich waren, die Anhängerkupplung war sehr kurz, die Rückseite des Anhängers war nicht wasserdicht  und weil die Front im Fahrbetrieb niedriger lag als die Rückseite, lief Wasser im Anhänger nach vorne und führte dort zu Rost. Der Anhänger hatte eine Achse, die Räder hatten 17 Inch Durchmesser.
Die Anhänger wurden zu einem Stückpreis von 119, 50 US-$ verkauft. Weil die Abdeckklappe rot lackiert war, bekamen sie den Spitznamen „Rotkäppchen“, der auch auf die damals an amerikanischen Bahnhöfen stehenden Gepäckträger anspielte, die zur Identifikation rote Kappen trugen. Die Anhänger wurden auch zum Transport von Jagdhunden benutzt.
Heute werden restaurierte Mullins-Anhänger in Automobilzeitschriften zu Preisen von 3500 bis 4200 US-$ angeboten.